# Gregorio Bermann
Gregorio Bermann (Buenos Aires, 1 de septiembre de 1894; Córdoba, 4 de mayo de 1972) fue un médico argentino que se destacó por haber sido uno de los estudiantes que protagonizaron el movimiento de Reforma Universitaria de 1918 en Córdoba, por su trabajo teórico desde una perspectiva socialista, sobre el movimiento reformista, y por su trabajo en el campo de la psiquiatría y la psicología, que le brindó reconocimiento mundial. Entre sus obras se destaca el libro Juventud de América, una de las obras emblemáticas del movimiento reformista.

## Biografía
Gregorio Bermann nació en Buenos Aires el 1 de septiembre de 1894. Fue el octavo hijo de un matrimonio judío de sólidas creencias religiosas, que emigró de Polonia a la Argentina en la década de 1890, instalándose en el barrio de Once de Buenos Aires (Sarmiento al 3000), centro de la colectividad judía. Sus estudios secundarios los realizó en el Colegio Sarmiento y el Nacional Buenos Aires.
En la primera mitad de la década de 1910 ingresó a la Facultad de Medicina de la Universidad Nacional de Buenos Aires, donde se recibió de médico en 1918, estudiando simultáneamente en la Facultad de Filosofía y Letras, donde se recibió como doctor en Filosofía en 1919. En 1915 fue uno de los fundadores de la Comisión de Extensión Universitaria del Círculo Médico Argentino y del Centro de Estudiantes de Medicina. En 1916 fue director de la revista Verbum del Centro de Estudiantes de Filosofía y Letras y en 1917 fue elegido presidente del mismo.
En el crucial año de 1918 fue uno de los protagonistas destacados del movimiento de Reforma Universitaria de 1918, iniciado en Córdoba, que se extendió por Argentina y América Latina. Ese año fue presidente de la Federación Universitaria de Buenos Aires (FUBA) y delegado en el Primer Congreso Nacional de Estudiantes que la Federación Universitaria Argentina (FUA) organizó en Córdoba para apoyar la rebelión estudiantil.
También en 1918 fundó y presidió la Federación de Asociaciones Culturales, cuyo fin es estrechar lazos entre el movimiento estudiantil y el movimiento obrero. En ese marco establece una fuerte amistad derivada de similares puntos de vista científicos, políticos e ideológicos con Enrique Barros, uno de los líderes de la rebelión cordobesa, que duraría toda la vida. Colaboró en Revista de Filosofía y en Nosotros.
Radicado en Córdoba, en 1921 accedió por concurso a la Cátedra de Medicina Legal y Toxicología en la Universidad Nacional de Córdoba, siendo nombrado titular de la misma en 1928. Introdujo el psicoanálisis en Córdoba, y la obra de Jacques Lacan en Argentina. En 1930 viajó a Europa y visitó a Sigmund Freud en su casa en Viena.
Cuando se produjo el golpe de Estado de 1930, Bermann fue el primer preso político universitario de la dictadura, resultando expulsado de su cátedra y restablecido dos años después. Durante la llamada Década Infame (1930-1943) fue candidato a gobernador de la provincia de Córdoba en las elecciones de 1931, por la alianza entre el Partido Socialista y el Partido Demócrata Progresista, en elecciones cuestionadas por el fraude electoral masivo realizado por la dictadura gobernante. Como candidato a intendente de la capital, lo acompañó Deodoro Roca, otro de los jóvenes protagonistas de la Reforma Universitaria de 1918. En 1933 fundó y dirigió el Instituto Neuropático de Córdoba, que funcionó hasta 1995 en el Castillo Bermann, dirigido por su hijo Claudio Bermann. En 1936 volvió a ser expulsado de su cátedra discriminado por sus ideas políticas de izquierda. Ese mismo año fundó la revista Psicoterapia.
En 1937 viajó a España para apoyar a la República en la Guerra Civil, integrando las Brigadas Internacionales como comandante médico en el frente de Madrid, organizando la Misión Médica Argentina que se instaló en Chamartín de la Rosa y se encargó de la atención neuropsiquiátrica, durante diez meses. A raíz de esa experiencia escribió Las neurosis en la guerra (1941). En 1938, antes de volver a la Argentina, fue designado presidente honorario del Comité Mundial de la Asociación Mundial de Estudiantes por la Paz, la Libertad y la Cultura (Rassemblement Mondial des Étudiants pour la Paix, la Liberté et la Culture), con sede en París.
Vuelto a Córdoba, integró el célebre grupo de intelectuales progresistas que solía reunirse en el Sótano de Deodoro Roca (Rivera Indarte 544), frecuentado por figuras como Rafael Alberti, Víctor Raúl Haya de la Torre, León Felipe, José Ortega y Gasset, Stefan Zweig, Germán Arciniegas, Isa Kremer, Juan Filloy, Lisandro de la Torre, Alfredo Palacios, Manuel Gálvez, Eugenio d’Ors, Macedonio Fernández, Saúl Alejandro Taborda, Alfredo Martínez Howard y María Teresa León, entre otras personas.
En 1942 fue elegido presidente de la Asociación de Intelectuales Artistas Periodistas y Escritores
(AIAPE) hasta 1943 en que fue disuelta por la dictadura militar También fue miembro del Comité Pro Paz y Liberación de América y de la Liga Argentina por los Derechos del Hombre. En 1946 publicó en México Juventud de América, una de las obras más influyentes de la Reforma Universitaria. Allí, a partir de la experiencia reformista y la sistematización de sus interpretaciones, analiza la complejidad de factores biopsicosociológicos de la "edad juvenil", rechazando las visiones que la reducían a una "edad heroica", o a una simple expresión de clase.
A partir de 1945 integró el grupo de médicos y sanitaristas de todo el mundo que fundaron la Organización Mundial de la Salud (OMS), en 1948. En 1938 escribió un prólogo del célebre manual Principios elementales de filosofía del filósofo húngaro-francés Georges Politzer por cuya influencia empezó a cuestionar el psicoanálisis como ciencia idealista burguesa, si bien llegó a participar en las reuniones preliminares de la Asociación Psicoanalítica Argentina.
En 1951 editó desde Córdoba, junto a Claudio Araujo Lima,  la Revista Latinoamericana de Psiquiatría, que publicó once números hasta 1954. En 1960 publicó Nuestra psiquiatría, donde sostiene que el deterioro de la salud mental en la sociedad occidental no podía desvincularse del deterioro social, criticando la psiquiatría social de la época, por falta de "comprensión de conjunto", proponiendo una concepción de la psiquiatría en diálogo constante con la antropatología cultural:

Para explicar el fenómeno psiquiátrico de nuestro tiempo, el especialista tiene que tomar en cuenta los enfermos en particular, pero tendrá que estudiar las condiciones mediatas, todo lo que determina y condiciona la Salud Mental de un pueblo, en una época.
Gregorio Bermann, 1960

En 1960 fue miembro fundador de la Asociación Psiquiátrica de América Latina (APAL), siendo elegido presidente del congreso fundacional realizado en Buenos Aires.
En su última década de vida, Bermann cuestionó el pensamiento oficial del Partido Comunista y se acercó a la Revolución Cubana y el Che Guevara, ubicándose cerca Partido Socialista Argentino de Vanguardia (PSAV) y el grupo integrado por Juan Carlos Portantiero, Héctor Schmucler, José Aricó y otros jóvenes expulsados del Partido Comunista, reunidos alrededor de la revista Pasado y presente, de orientación gramsciana. En esta época también rescata el pensamiento de Deodoro Roca y recopila sus obras.
Bermann también le presta atención a China, a donde viajó acompañado de Bernardo Kordon. De allí publicó su libro, La salud mental en China. Falleció en Córdoba el 4 de mayo de 1972. Al momento de morir preparaba un libro sobre el Che Guevara.

## Obra
- El determinismo en la ciencia y en la vida. Buenos Aires: Nosotros. 1920.
- Conceptos básicos en psiquiatría forense y en clínica criminológica. Córdoba: Penitenciaría Nacional. 1921.
- La obra educacional de D. Manuel Lucero y su época. Córdoba. 1922.
- El problema del conocimiento ante el relativismo contemporáneo. Córdoba. 1923.
- Ética médica. Versión taquigráfica de conferencias magistrales. Córdoba. 1925.
- Toxicomanías. Buenos Aires: El Ateneo. 1926.
- José Ingenieros. Buenos Aires: Gleizer. 1926.
- Clínica de la encefalitis epidémica. Buenos Aires: Lutz Ferrando. 1926.
- Los menores desamparados y delincuentes en Córdoba. Estudio psico-patológico, médico social, criminológico y médico-legal. Córdoba: Talleres Gráficos de la Penitenciaria. 1933.
- Psicogénesis de la locura moral. Prefacio del Dr Araoz Alafaro. Buenos Aires: El Ateneo. 1934.
- Patogenia de las neurosis obsesivas (relato oficial). Buenos Aires: Psicoterapia. 1936.
- Dialéctica del fascismo y su psicopatología. Madrid: Psicoterapia. 1937.
- Las neurosis en la guerra. Psicología, psiquiatría, psicoterapia, psico-higiene del combatiente. Buenos Aires: Aniceto López. 1941.
- La explotación de los tuberculosos. Buenos Aires: Claridad. 1941.
- Juventud de América. Sentido histórico de los movimientos juveniles. Cuadernos Americanos 11. México: Universidad Nacional Autónoma de México. 1946.
- Nuestra psiquiatría. Buenos Aires: Paidós. 1960.
- Argentina en la defensa de América, Sáenz Peña, Cuba y los Estados Unidos. Buenos Aires: Quetzal. 1962.
- Las psicoterapias y el psicoterapeuta. Buenos Aires: Paidós. 1964.
- Problemas Psiquiátricos. Buenos Aires: Paidós. 1965.
- La salud mental y la asistencia psiquiátrica en la Argentina. Buenos Aires: Paidós. 1965.
- La crisis argentina. Buenos Aires: Proceso. 1965.
- Deodoro Roca. El drama social de la universidad, Selección de textos. Córdoba: Educor. 1968..
- La salud mental en China. Buenos Aires: Jorge Álvarez. 1970.
- Conciencia de nuestro tiempo. Buenos Aires: Hernández. 1971.

## Relaciones familiares
Su segunda esposa, Isa Kremer, fue una cantante rusa. Su tercera esposa, Dolores Oliva Soaje, fue una música cordobesa que introdujo el método Suzuki en la enseñanza de violín en la universidad.
Su hija Sylvia fue una reconocida psiquiatra que continuó con la dirección del Instituto Neuropático de Córdoba y su hijo Claudio, fue un destacado psicoanalista que se radicó en Barcelona.